# Yang Hyo-jin
Yang Hyo-jin (in coreano 양효진; Pusan, 14 dicembre 1989) è una pallavolista sudcoreana.
Gioca nel ruolo di centrale nello Hyundai Hillstate.

## Carriera
La carriera di Yang Hyo-jin inizia nei campionati scolastici sudcoreani. Fa il suo esordio da professionista con lo Hyundai Hillstate nella stagione 2007-08. Nonostante i non esaltanti risultati del suo club, nel 2008 viene convocata per la prima volta in nazionale, con cui due anni più tardi si aggiudica la medaglia di bronzo alla Coppa asiatica e quella d'argento ai XVI Giochi asiatici.
Col club gioca tre finali scudetto consecutive: perde quelle del 2009-10 e del 2011-12 in entrambe le occasioni contro il KGC Ginseng, mentre si aggiudica quella del 2010-11 con le Heungkuk Life Pink Spiders ed è inoltre finalista della Coppa KOVO 2009; le sue prestazioni le valgono diversi riconoscimenti individuali, tra cui alcuni premi di MVP e quella d'oro ai XVII Giochi asiatici.
Con la nazionale partecipa ai Giochi della XXX Olimpiade di Londra, chiusi al quarto posto. Nella stagione 2012-13 si classifica al terzo posto, ricevendo il premio di MVP di due round e l'ennesimo premio di miglior muro. Nella stagione successiva esce sconfitta in finale di Coppa KOVO contro le IBK Altos, mentre in campionato, nonostante il quinto posto finale, viene premiata come miglior attaccante e miglior muro; con la nazionale si aggiudica la medaglia d'argento alla Coppa asiatica 2014.
Nel campionato 2014-15 si classifica al terzo posto in V-League, venendo premiata come miglior centrale, e si aggiudica la Coppa KOVO; con la nazionale vince un altro al argento al campionato asiatico e oceaniano 2015. Nel campionato seguente, dopo aver perso la finale di Coppa KOVO, si aggiudica il suo secondo scudetto da assoluta protagonista: riceve infatti tre diversi premi di MVP e quello di miglior centrale del torneo; con la nazionale partecipa ai Giochi della XXXI Olimpiade di Rio de Janeiro, mentre nel 2017 vince la medaglia di bronzo al campionato asiatico e oceaniano, bissata anche nell'edizione 2019.

## Palmarès

### Club
- Campionato sudcoreano: 2

2010-11, 2015-16
- Coppa KOVO: 1

2014

### Nazionale (competizioni minori)
- Coppa asiatica 2010
- Giochi asiatici 2010
- Coppa asiatica 2014
- Giochi asiatici 2014

### Premi individuali
- 2009 - Grand Champions Cup: Miglior muro
- 2010 - V-League: MVP di febbraio
- 2010 - V-League: Miglior muro
- 2010 - Coppa asiatica: Miglior muro
- 2011 - V-League: Miglior muro
- 2012 - V-League: MVP 4º round
- 2012 - V-League: Miglior muro
- 2013 - V-League: MVP 3º round
- 2013 - V-League: MVP 4º round
- 2013 - V-League: Miglior muro
- 2014 - V-League: Miglior attaccante
- 2014 - V-League: Miglior muro
- 2014 - Coppa asiatica: Miglior centrale
- 2015 - V-League: Miglior centrale
- 2016 - V-League: MVP delle finali play-off
- 2016 - V-League: MVP 2º round
- 2016 - V-League: MVP 3º round
- 2016 - V-League: Miglior centrale
- 2017 - V-League: Miglior centrale